# 39543 Aubriet
39543 Aubriet este un asteroid din centura principală de asteroizi.

## Descriere
39543 Aubriet este un asteroid din centura principală de asteroizi. A fost descoperit pe 6 august 1991 la Observatorul La Silla de Eric Walter Elst. Asteroidul prezintă o orbită caracterizată de o semiaxă mare de 2,79 ua, o excentricitate de 0,15 și o înclinație de 8,5° în raport cu ecliptica.